# Ropušenka drobná
Ropušenka drobná (Brachycephalus ephippium) je druh žáby z čeledi ropušenkovití (Brachycephalidae) a rodu ropušenka (Brachycephalus). Popsal jej Johann Baptist von Spix v roce 1824. Patří mezi nejmenší žáby světa, měří 12,5–19,7 mm. Vyskytuje se v Brazílii. Dle Mezinárodního svazu ochrany přírody se řadí mezi málo dotčené druhy.

## Výskyt
Ropušenka drobná má areál rozšíření ve východní a jihovýchodní Brazílii při pobřeží s Atlantským oceánem. K životu dává přednost primárním i sekundárním horským lesům s teplým a vlhkým podnebím, přičemž se vyhýbá otevřeným stanovištím. V období sucha se ukrývá mezi větvemi a kládami. Obývá výšky od 700 do 1200 m n. m.

## Popis
Ropušenka drobná patří mezi nejmenší žáby světa, měří 12,5–19,7 mm. Trup je robustní, končetiny jsou krátké. U mladých jedinců lze nalézt zbytek ocasu. Na předních končetinách rostou 4 prsty, na zadních 5, přičemž jeden z nich na každé končetině je nefunkční. Ropušenka drobná nemá zuby. Tento druh má žluté až oranžové zbarvení, zaoblené oči jsou černé. Zářivé barvy upozorňují na to, že je tento druh jedovatý; především v jeho kůži se nachází jed tetrodotoxin a toxické jsou i některé vnitřní orgány, hlavně vaječníky a játra. Neobjevuje se výrazný pohlavní dimorfismus.

## Chování

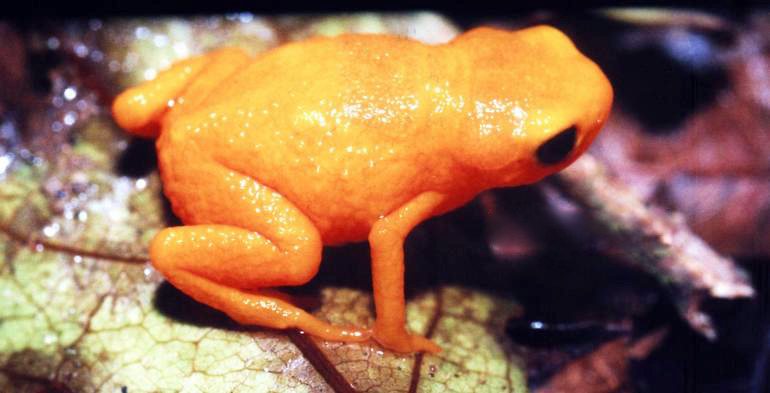
Ropušenka drobná

Chování ropušenek drobných se mění s obdobím dešťů a obdobím sucha. Není známa velikost teritoria ropušenek drobných. Druh je převážně samotářský, samci jsou vysoce teritoriální a zvláště během období rozmnožování si náruživě brání své území před soky; ostatní samce obyčejně zastrašují imponováním pomocí zvedání končetin, avšak někdy může dojít i na fyzické střetnutí, kdy se samci často navzájem kopou zadníma nohama a snaží se vytlačit vetřelce pryč z území. Samice mohou sdílet území s ostatními samicemi a nejsou teritoriální.
V období rozmnožování, které začíná během období dešťů (říjen až březen), samci lákají samice nepřetržitou sérií bzučení trvající dvě až šest minut, stejně jako zvedáním těla. Samice pak zavede samce do míst, kde chce naklást vajíčka a následně dojde ke kopulaci. Samec drží samici v oblasti beder (amplexus inguinalis), postupně se samec dostane do podpažního amplexu, zřejmě aby maximalizoval možnost oplodnění. Tato změna polohy během páření je u žab neobvyklá. Samice pak naklade až 5 vajíček měřících 5,1 až 5,4 mm do půdy, která zahrabe zadníma nohama. Půdní částice slouží patrně jako maskování a brání vysoušení vajec. Vývoj je přímý, po 64 dnech se vyklubou malé žabičky se zbytkovým ocasem. Není znám věk, kterého se tato žába dožívá; ostatní druhy z této čeledi ve volné přírodě žijí 4–6 let.
Potravu mladých jedinců i dospělců tvoří drobní členovci, především chvostoskoci, ale také larvy hmyzu a roztoči.

## Ohrožení
Největší nebezpečí pro ropušenku drobnou představuje ztráta přirozeného prostředí. Díky většímu areálu rozšíření a patrně velké a stabilní populaci je však Mezinárodním svazem ochrany přírody řazena mezi málo dotčené druhy. Vyskytuje se v řadě chráněných oblastí, doporučen byl monitoring tohoto druhu.